# جاك بولدما
جاك بولدما مواليد 16 مايو 1988 في تالين، هو لاعب كرة مضرب إستوني. أعلى تصنيف له في الفردي كان المركز الـ 688 في سنة 2012. أعلى تصنيف له في الزوجي كان 1067.

## النهائيات

### الفردي: 2 (1–1)
| الحصيلة | الرقم | التاريخ       | الدورة         | الأرضية | المنافس         | النتيجة       |
| ------- | ----- | ------------- | -------------- | ------- | --------------- | ------------- |
| الفوز   | 1.    | 21 يوليو 2008 | تالين، إستونيا | ترابية  | باتريك روسنهولم | 6–3, 6–4      |
| الوصافة | 1.    | 13 يوليو 2009 | تالين، إستونيا | ترابية  | يورغن زوب       | 6–3, 3–6, 4–6 |

## روابط خارجية
- جاك بولدما على موقع رابطة محترفي التنس (الإنجليزية)
- جاك بولدما على موقع الاتحاد الدولي لكرة المضرب (الإنجليزية)
- جاك بولدما على موقع كأس ديفيز (الإنجليزية)
- جاك بولدما على موقع خلاصة التنس.كوم (الإنجليزية)